# Mohammad Al Mulla
Mohammad Al Mulla (né en 1988) est un astronaute émirati. Il a été sélectionné en avril 2021.
Il est pilote et dirige le département de formation au Air Wing Centre de la police de Dubaï.
Il rejoint le Centre spatial Lyndon B. Johnson de la NASA afin de s'entraîner avec le groupe d'astronautes 23 de la NASA en vue d'une future mission spatiale.